# رودريغو كوردوبا
رودريغو كوردوبا (بالإسبانية: Rodrigo Córdoba)‏ (25 مارس 1995 بالأرجنتين - ) هو لاعب كرة قدم أرجنتيني في مركز الوسط.

## وصلات خارجية
- رودريغو كوردوبا على موقع قاعدة بيانات كرة القدم.إي يو (الإنجليزية)
- رودريغو كوردوبا على موقع Soccerway.com (الإنجليزية)